# Aramberri
Aramberri (Aussprache: [a.ɾam.ˈbe.ri]) ist eine Stadt mit 2.538 Einwohnern (Stand 2010) im Südosten des Bundesstaates Nuevo León, Mexiko. Aramberri liegt ca. 90 km südsüdwestlich von Linares. 
Aramberri ist unter Kakteenfreunden für die hohe Diversität sowie für zahlreiche endemische Arten von Kakteengewächsen berühmt. In den vergangenen Jahren, seit dem Jahr 2000, ist die kleine Stadt Aramberri durch den spektakulären Fund des Monsters von Aramberri, eines Meeressauriers aus der Familie der Pliosaurier, mehrmals in den Medien erwähnt worden.